# Saint-Maur-des-Bois
Saint-Maur-des-Bois è un comune francese di 133 abitanti situato nel dipartimento della Manica nella regione della Normandia.

## Società

### Evoluzione demografica
Abitanti censiti